# 悲しみは空の彼方に

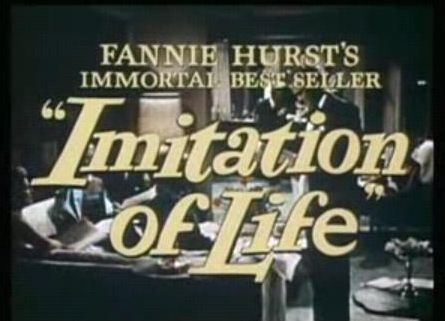
予告編より

『悲しみは空の彼方に』（かなしみはそらのかなたに、Imitation of Life）は、1959年のアメリカ合衆国のドラマ映画。ダグラス・サークの米国における最後の監督作品で、出演はラナ・ターナーとジョン・ギャヴィンなど。
1934年に『模倣の人生』（ジョン・M・スタール監督、クローデット・コルベール主演）として映画化されているファニー・ハーストの小説『Imitation of Life』の再映画化作品であり、ニューヨークのコニー・アイランドを舞台に、黒人差別の実態と資本主義を謳歌するアメリカ社会を描いている。
1984年（昭和59年）にスイスの映画作家ダニエル・シュミットがサークの同年当時の姿と足跡を追うドキュメンタリー映画『人生の幻影』を監督している。同作の原題はフランス語で「Mirage de la Vie」であり、本作『悲しみは空の彼方に』のフランス語圏での公開タイトルと同一である。

## ストーリー
1947年のニューヨーク。無名の女優であるローラ（ラナ・ターナー）は、賑わう海岸で娘のスージー（サンドラ・ディー）を見失った。黒人女性のアニー（ファニタ・ムーア）がスージーを保護したことで、知り合うローラとアニー。二人は共に夫を亡くし、幼い娘を育てるシングル・マザーだった。宿無しのアニー母娘をアパートに泊めたことから、長い同居生活が始まる二組の母娘。
黒人のアニーの亡夫は白人で、娘のサラ・ジェーン（スーザン・コーナー）は一見、白人に見える美少女だった。白人として扱われたい一心で、母親の存在を隠し続けるサラ・ジェーン。やがて成長したサラ・ジェーンは白人青年に恋をするが、彼女が黒人の娘だと知った恋人は激怒し、サラ・ジェーンに激しい暴行を加えた。
女優として成功したローラは、アニーに家の切り盛りを任せ、娘のスージーはサラ・ジェーンと姉妹のように成長して行った。母の友人であるスティーブへの恋心を募らせるスージー。しかし、スティーブは母親のローラを愛しており、スージーの恋は悲恋に終わった。
一方のサラ・ジェーンは、母親のお陰で大学に進学しながら、場末のキャバレーで踊る生活に堕ちていた。大学では「黒人」だが、キャバレーでは「白人」として振舞えたのだ。そんなサラ・ジェーンを探し出し、面会して、もう母親と主張しないと告げるアニー。アニーは病気を患い、死が迫っていたのだ。
ローラに仕えることで娘を育て、それなりに蓄えも得たアニーは、自分の葬式について完璧な計画を立てていた。その日、楽団付きの盛大な葬列が実行された。地域の黒人社会に貢献したアニーの為に、町中の黒人たちが葬列を見送った。そして、サラ・ジェーンも、涙ながらに駆けつけるのだった。

## キャスト
| 役名                 | 俳優                       | 日本語吹替                                                              |
| 役名                 | 俳優                       | NET版                                                                   |
| -------------------- | -------------------------- | ----------------------------------------------------------------------- |
| ローラ               | ラナ・ターナー             | 瀬能礼子                                                                |
| スティーブ           | ジョン・ギャヴィン         | 山内雅人                                                                |
| スージー(16歳)       | サンドラ・ディー           | 上田みゆき                                                              |
| サラ・ジェーン(18歳) | スーザン・コーナー         | 谷育子                                                                  |
| ルーミス             | ロバート・アルダ           | 田口計                                                                  |
| エドワーズ           | ダン・オハーリー           | 寺島幹夫                                                                |
| アーニー             | ファニタ・ムーア           | 鈴木光枝                                                                |
| サラ・ジェーン(幼年) | カリン・ディッカー         | 谷口真由美                                                              |
| スージー(幼年)       | テリー・バーナム           | 貴家堂子                                                                |
| フランキー           | トロイ・ドナヒュー         | 仲村秀生                                                                |
| ロマノ               | タン・ワイエン             | 細井重之                                                                |
| 以下はノンクレジット |                            |                                                                         |
| ルイーズ             | シシリー・エヴァンス       | 浅井淑子                                                                |
| ケネス               | ナポレオン・ホワイティング | 木原規之                                                                |
| 不明 その他          | N/A                        | 相模武 村越伊知郎 稲葉まつ子 村松康雄 緑川稔 花形恵子 矢田耕司 野本礼三 |
| 日本語版スタッフ     |                            |                                                                         |
| 演出                 | 演出                       | 左近允洋                                                                |
| 翻訳                 | 翻訳                       | 浅井寿子                                                                |
| 効果                 | 効果                       | 赤塚不二夫                                                              |
| 調整                 | 調整                       | 栗林秀年                                                                |
| 制作                 | 制作                       | グロービジョン                                                          |
| 解説                 | 解説                       | 淀川長治                                                                |
| 初回放送             | 初回放送                   | 1971年6月20日 『日曜洋画劇場』 21:00-22:56 正味95分31秒                 |

## スタッフ
- 監督：ダグラス・サーク
- 製作：ロス・ハンター
- 脚色：エレノア・グリフィン、アラン・スコット
- 音楽監督：ジョセフ・ガーシェンソン
- 音楽：フランク・スキナー
- 撮影：ラッセル・メティ
- 編集：ミルトン・カラス（英語版）
- 美術：アレクサンダー・ゴリツィン、リチャード・H・リーデル
- 装置：ラッセル・A・ガウスマン、ジュリア・ヘロン
- 衣裳：ビル・トーマス
- ラナ・ターナーのガウン担当：ジャン・ルイ
- ラナ・ターナーの宝石担当：LAYKIN et Cie

## 作品の評価

### 映画批評家によるレビュー
Rotten Tomatoesによれば、27件の評論のうち高評価は81%にあたる22件で、平均点は10点満点中7.6点、批評家の一致した見解は「ダグラス・サークは『模倣の人生』を豪華にリメイクし、人種差別への批判と鋭いエッジを加えて、破壊的な力を持つ挑戦的なメロドラマを生み出している。」となっている。
Metacriticによれば、16件の評論のうち、高評価は15件、賛否混在は1件、低評価はなく、平均点は100点満点中87点となっている。

### 受賞歴
| 賞                         | 部門       | 対象者             | 結果       |
| -------------------------- | ---------- | ------------------ | ---------- |
| 第32回アカデミー賞         | 助演女優賞 | スーザン・コーナー | ノミネート |
| 第32回アカデミー賞         | 助演女優賞 | ファニタ・ムーア   | ノミネート |
| 第17回ゴールデングローブ賞 | 助演女優賞 | スーザン・コーナー | 受賞       |
| 第17回ゴールデングローブ賞 | 助演女優賞 | ファニタ・ムーア   | ノミネート |

## ギャラリー

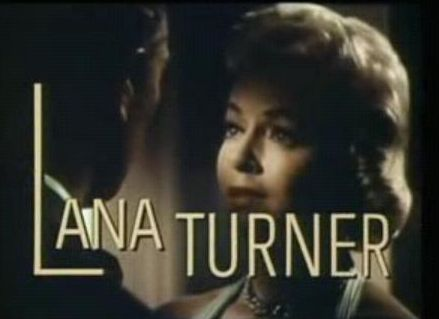
ラナ・ターナー。
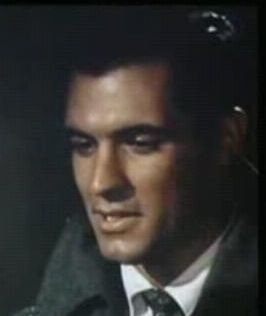
ジョン・ギャヴィン。
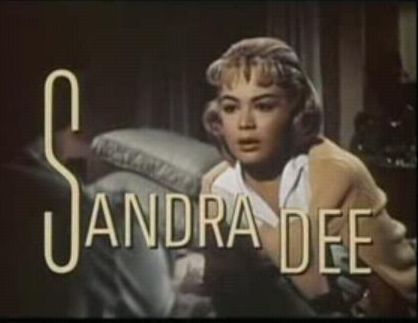
サンドラ・ディー。
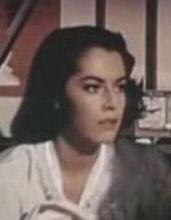
スーザン・コーナー。